# Kay Nielsen
Kay Rasmus Nielsen (Copenaghen, 12 marzo 1886 – Los Angeles, 21 giugno 1957) è stato un illustratore danese.
Fu popolare all'inizio del XX secolo, durante la cosiddetta "età d'oro dell'illustrazione", da quando Daniel Vierge e altri pionieri svilupparono una tecnologia di stampa tramite la quale disegni e dipinti potevano essere riprodotti con relativa semplicità. Nielsen è anche noto per le sue collaborazioni con la Disney per la quale ha contribuito, con schizzi e illustrazioni, alla realizzazione di molte storie, fra cui Fantasia.

## Biografia
Nacque il 1886 a Copenaghen, in una famiglia di artisti. Entrambi i genitori erano attori: il padre, Martinus Nielsen, era il regista del Dagmar teater e sua madre, Oda Nielsen, una delle attrici più celebri del suo tempo, sia al Teatro reale danese che al Dagmarteater. Studia arte a Parigi dal 1904 al 1911 presso l'Académie Julian e l'Académie Colarossi, per poi trasferirsi in Inghilterra dal 1911 al 1916. Riceve, nel 1913, la sua prima commissione inglese da Hodder & Stoughton per illustrare una raccolta di fiabe, fornendo 24 tavole a colori e più di 15 illustrazioni monocromatiche per la raccolta In Powder and Crinoline, in Polvere e Crinolina, Fairy Tales Retold, Quante storie da raccontare, di Sir Arthur Quiller-Couch. Nello stesso anno viene incaricato dalla rivista The Illustrated London News per produrre una serie di quattro illustrazioni per i racconti di Charles Perrault: "La bella addormentata", "Il gatto con gli stivali", "Cenerentola" e "Barbablù", in seguito pubblicate nell'edizione natalizia del 1913.

### Carriera artistica

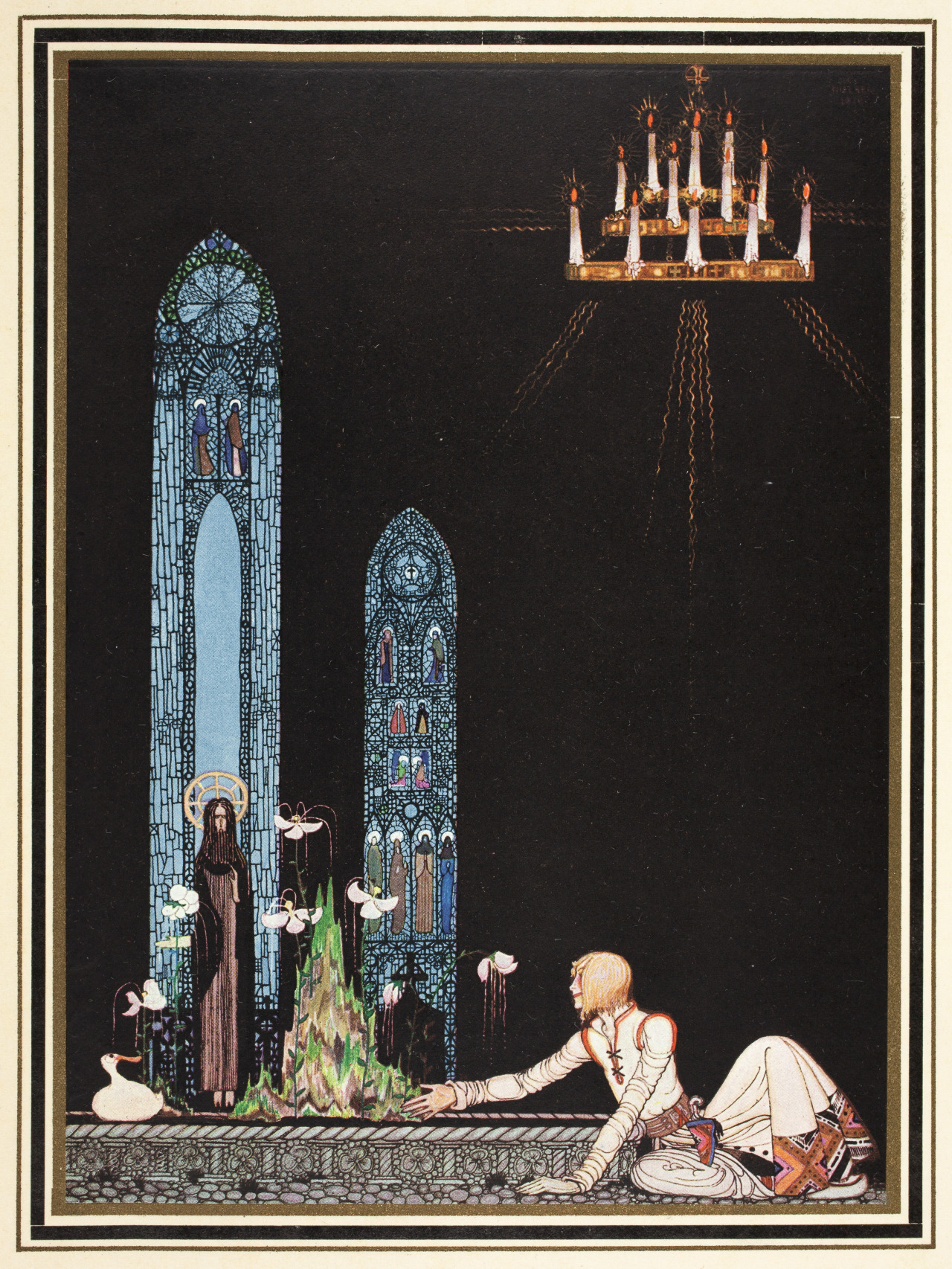
Illustrazione per "East of the Sun and West of the Moon"

Un anno dopo, nel 1914, realizza 25 tavole a colori e più di 21 immagini monocromatiche per la raccolta di storie per bambini East of the Sun and West of the Moon. Le immagini a colori sia per In Powder and Crinoline e East of the Sun and West of the Moon vennero riprodotte con un processo a quattro colori, a differenza di molte delle illustrazioni del periodo realizzate a tre colori. Nello stesso anno, realizza almeno tre illustrazioni raffiguranti scene della vita di Giovanna d'Arco. Al momento della loro pubblicazione sul finire degli anni '20, queste immagini vennero poi adottate anche per alcune parti del testo di The Monk of Fife, Il Monaco di Fife.
Durante il periodo in cui si dedica alla pittura paesaggistica nell'area di Dover, Nielsen entra in contatto con The Society of Tempera Painters, La società dei pittori a tempera, dove apprende nuove tecniche che lo aiuteranno a ridurre il tempo necessario per realizzare i suoi dipinti. Nel 1917 Nielsen parte per New York per una mostra dei suoi lavori, per poi tornare in Danimarca. Insieme a un collaboratore, Johannes Poulsen, dipinge le scenografie per il Teatro reale danese di Copenaghen. Durante questo periodo lavora ad una vasta serie di illustrazioni destinate a una traduzione di Le mille e una notte intrapresa da uno studioso della lingua araba, il professor Arthur Christensen. Secondo i suoi commenti personali pubblicati da Nielsen stesso, queste illustrazioni dovevano segnare il suo ritorno alle illustrazioni di libri dopo una pausa a causa della prima guerra mondiale, con l'intenzione di pubblicare la versione danese de Le mille e una notte in contemporanea alle versioni in lingua inglese e francese. Il progetto fallì e le illustrazioni di Nielsen rimasero sconosciute fino a molti anni dopo la sua morte.
Negli anni '20 si dedica di nuovo al mondo teatrale di Copenaghen disegnando scene e costumi. Durante quel periodo, all'età di 40 anni, sposa Ulla Pless-Schmidt di 22 anni, figlia di un facoltoso medico. In questo momento sereno della sua vita, Nielsen era considerato l'artista più famoso della Scandinavia.
Successivamente al suo lavoro nei teatri, torna alla realizzazione alla illustrazione dei libri, con la pubblicazione, nel 1924, delle Favole di Andersen ("Andersen's Fairy Tales"), nelle quali vengono incluse 12 tavole a colori e più di 40 illustrazioni monocromatiche. Le immagini a colori sono decorate con bordure formali e informali; queste ultime vengono realizzate in stile "mille fleur" (millefiori). Un anno dopo Nielsen crea i disegni per Hansel e Gretel e altre storie dei fratelli Grimm ("Hansel and Gretel and other Brothers Grimm Stories"), pubblicato per la prima volta con 12 immagini a colori ed oltre 20 dettagliate illustrazioni monocromatiche. Passano altri 5 anni prima della pubblicazione di Red Magic, ultimo titolo illustrato integralmente da Nielsen. La versione del 1930 di Red Magic realizzata dall'artista danese includerà 8 tavole a colori e più di 50 tavole monocromatiche.

### Lavori alla Disney
Nel 1939 Nielsen parte per la California dove inizia a lavorare per le aziende cinematografiche di Hollywood. Grazie ad un suggerimento di Joe Grant direttamente a Walt Disney, ottiene un lavoro presso la The Walt Disney Company, dove il suo lavoro viene utilizzato nelle sequenze di Fantasia: "Una notte sul Monte Calvo" e "Ave Maria". Nielsen era rinomato presso gli studi Disney per le sue concept art e ha dato il suo contribuito per molti film Disney, inclusi i dipinti di base per una proposta di adattamento della fiaba della Sirenetta di Hans Christian Andersen. Inizialmente tale adattamento doveva essere parte di un film contenente alcuni segmenti basati sulle fiabe di Andersen. Tuttavia, il film non venne realizzato durante la vita di Nielsen e il suo lavoro rimase inutilizzato fino all'inizio della produzione del film del 1989. Nielsen lavorò alla Walt Disney per 4 anni, dal 1937 al 1941, quando, infine, viene licenziato.

## Ultimi anni e morte
Sconfortato, Nielsen torna in Danimarca, dove realizza che, anche in patria, le sue opere non sono più richieste come un tempo. A causa di questo, trascorre i suoi ultimi anni in povertà. I suoi ultimi lavori li realizza per alcune scuole locali, tra cui il murale "The First Spring" installato alla Central Junior High School di Los Angeles, e per le chiese, come il dipinto alla Wong Chapel presso la First Congregational Church di Los Angeles, nel quale viene illustrato il Salmo 23.
Fumatore accanito, Nielsen contrasse una tosse cronica che lo avrebbe afflitto fino alla sua morte, avvenuta il 21 giugno 1957 all'età di 71 anni. Il suo funerale si svolse sotto il suo dipinto murale nella Cappella di Wong. Sua moglie, Ulla, morì l'anno successivo.
Prima della sua morte per diabete, la moglie Ulla donò le rimanenti illustrazioni di Nielsen al collega artista e architetto Frederick Monhoff, che, a sua volta, cercò, invano, di esporle nei musei, poiché all'epoca, nessuno, americano o danese, era interessato alle sue opere.

## Galleria d'immagini

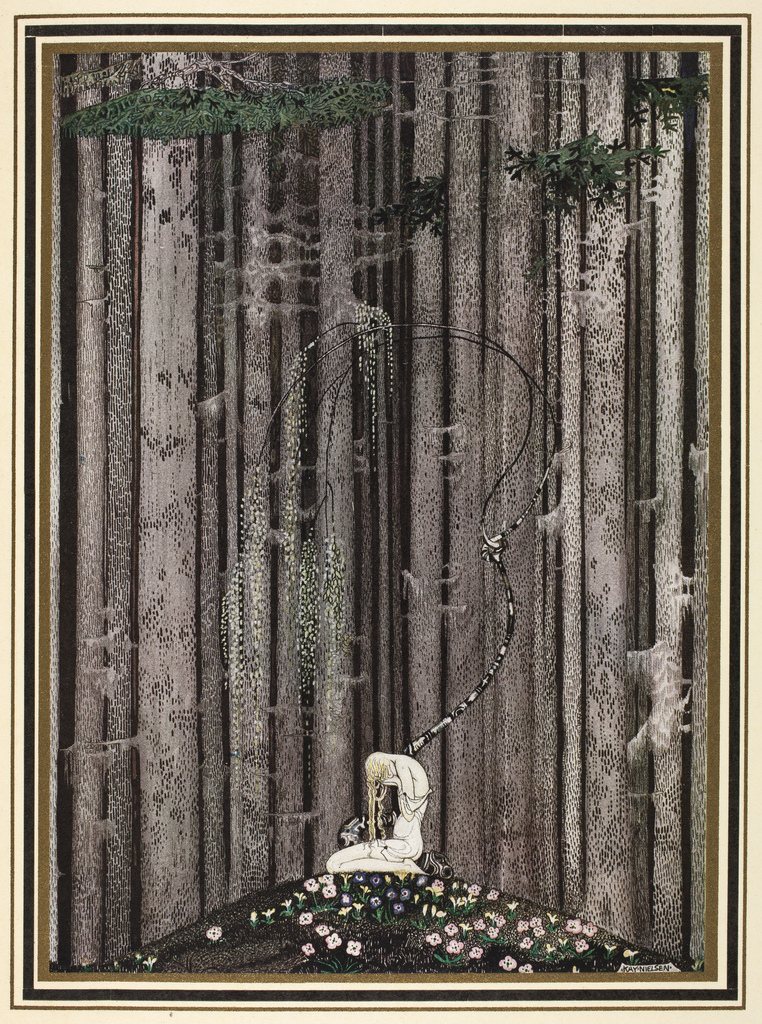
East of the Sun and West of the Moon: «And then she lay on a little green patch in the midst of the gloomy thick wood».
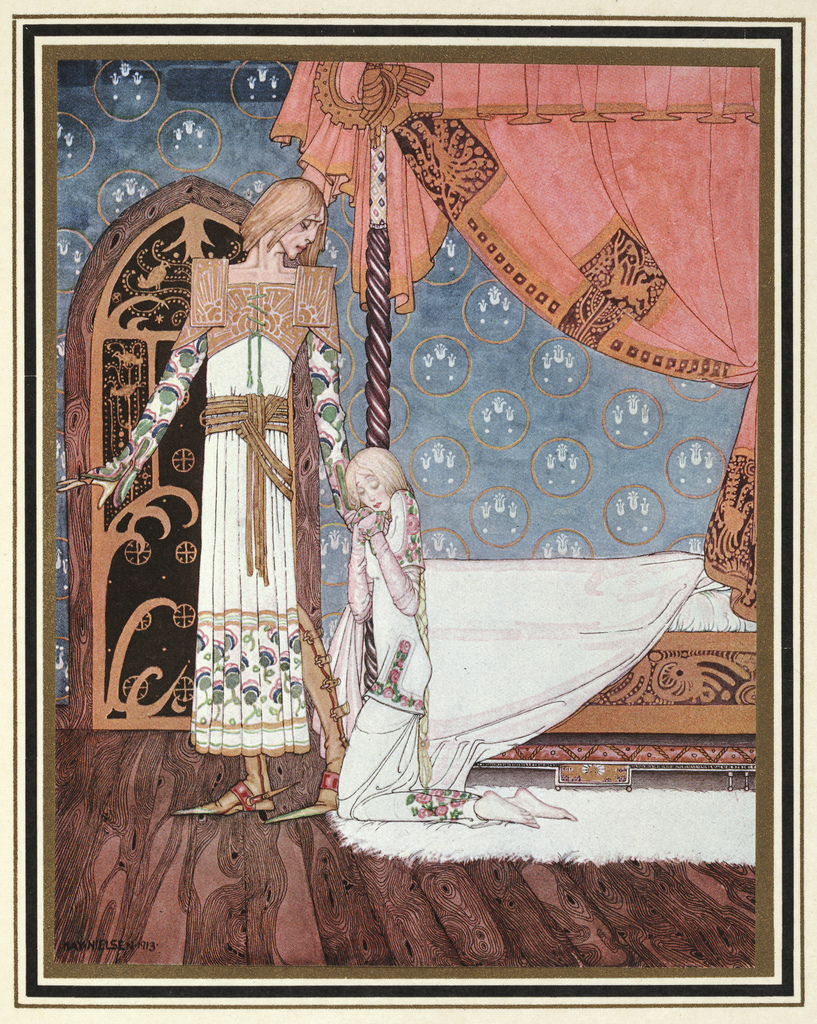
East of the Sun and West of the Moon: «Tell me the way, then, she said, and I’ll search you out».

## Opere
- ___ In Powder and Crinoline (Hodder & Stoughton, London, 1913)
- ___ East of the Sun and West of the Moon (Hodder & Stoughton, London, 1914)
- Quiller-Couch, A. T. Twelve Dancing Princesses (Doran, NY, 1923 (Reprint of In Power and Crinoline))
- ___ Andersen's Fairy Tales (Hodder & Stoughton, London,1924)
- ___ Hansel and Gretel (Hodder & Stoughton, London, 1925)

## Filmografia
| Anno | Titolo                               | Ruolo                                                                 |
| ---- | ------------------------------------ | --------------------------------------------------------------------- |
| 1940 | Fantasia                             | Direttore artistico - Segmento "A Night on Bald Mountain"/"Ave Maria" |
| 1956 | Il magico mondo di Disney (serie TV) | Layout Artist e Art Stylist - "The Plausible Impossible"              |
| 1989 | La Sirenetta                         | Visual Development Artist (postumo)                                   |